# بدوی عبدالفتاح
بدوی عبدالفتاح (عربی: بدوي عبدالفتاح؛ ۲۴ مهٔ ۱۹۳۵ – ۶ دسامبر ۲۰۰۷) یک ورزشکار اهل مصر بود.
از باشگاه‌هایی که در آن بازی کرده‌است می‌توان به تیم ملی فوتبال مصر اشاره کرد.
وی همچنین در تیم ملی فوتبال مصر بازی کرده است.